# Aviatik D.III
L'Aviatik D III est un avion de chasse monoplace allemand de la Première Guerre mondiale. Il ne dépassa pas le stade de prototype et servit de base au développement de deux autres chasseurs, les Aviatik D.IV et Aviatik D.V.

## Aviatik D III
C’est en novembre 1917 que le prototype de ce nouveau chasseur biplan monoplace effectua son  premier vol avec un moteur huit cylindres en V sans réducteur Benz Bz IIIbo de 195 ch. De construction similaire à son prédécesseur D II et toujours armé de deux mitrailleuses LMG 08/15, il se caractérisait par une fausse quille permettant d’accroitre la profondeur de l’entreplan au centre, donnant ainsi un dièdre au plan inférieur. Après une première série d’essais à Adlershof du 9 au 12 février 1918 le prototype subit certaines modifications demandées par l’Idflieg. Il était de retour à l’Erprobungsstelle en avril, accompagné d’un second prototype équipé d’un moteur Bz IIIbm à réducteur, alors qu’une petite série de D III à moteur Bz IIIbo était déjà en construction pour essais opérationnels. Aucun de ces appareils ne fut achevé, bien qu’il semble que cet appareil ait été jugé supérieur à l’Albatros D V. Malheureusement le résultat des essais n’a pas été conservé, mis à part ceux de montée effectués en mars 1918 avec le prototype à moteur Bz IIIbo. Il est donc difficile de se faire une idée exacte de la valeur de ce chasseur.

## Aviatik D IV
En 1918 Automobil und Aviatik AG menait de front plusieurs programmes de chasseurs biplans monoplaces dérivés du D III. Le D IV ne se distinguait du précédent que par un nouveau gouvernail de direction, un doublement des mâts d’entreplan et son moteur, un Benz Bz IIIbv. Les maladies de jeunesse de ce moteur qui n’était autre qu’un Bz IIIbm à réducteur retardèrent le programme et il ne semble pas que le prototype ait volé.

## Aviatik D V
Variante du D IV sur lequel les haubans étaient supprimés. Le prototype ne semble pas avoir volé plus que le D IV, pour les mêmes raisons.

## Sources
1. ↑  William Green et Gordon Swanborough 1997, p. 40.
2. ↑  Peter Gray et Owen Gordon 1970, p. 285.
3. 1 2  William Green et Gordon Swanborough 1997, p. 41